# 크툴루의 부름 RPG
《크툴루의 부름》(Call of Cthulhu)은 H. P. 러브크래프트가 쓴 동명의 소설과 크툴루 신화에 기반한 호러 롤플레잉 게임이다. 1981년 카오시움이 초판을 발행하였으며, 현재 7판이 여러 언어로 출간되었다. 대한민국에서는 초여명에서 2016년에 7판을 출간하였다. 게임 시스템은 《베이직 롤플레잉》을 기반으로 하여 운과 이성 등을 사용하는 특별한 규칙이 추가되었다.